# Cuauhxicalli

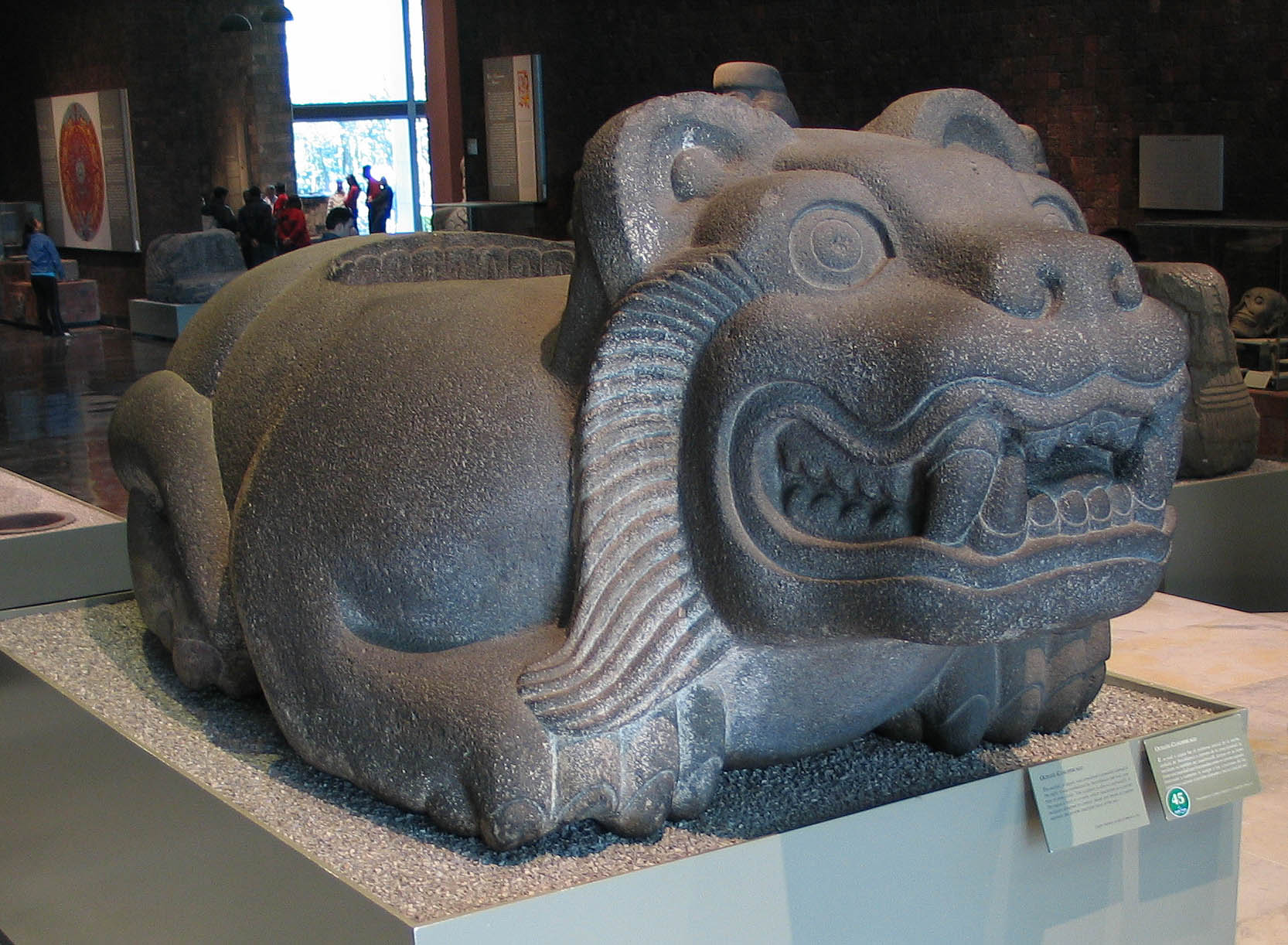
Cuauhxicalli w kształcie ocelota

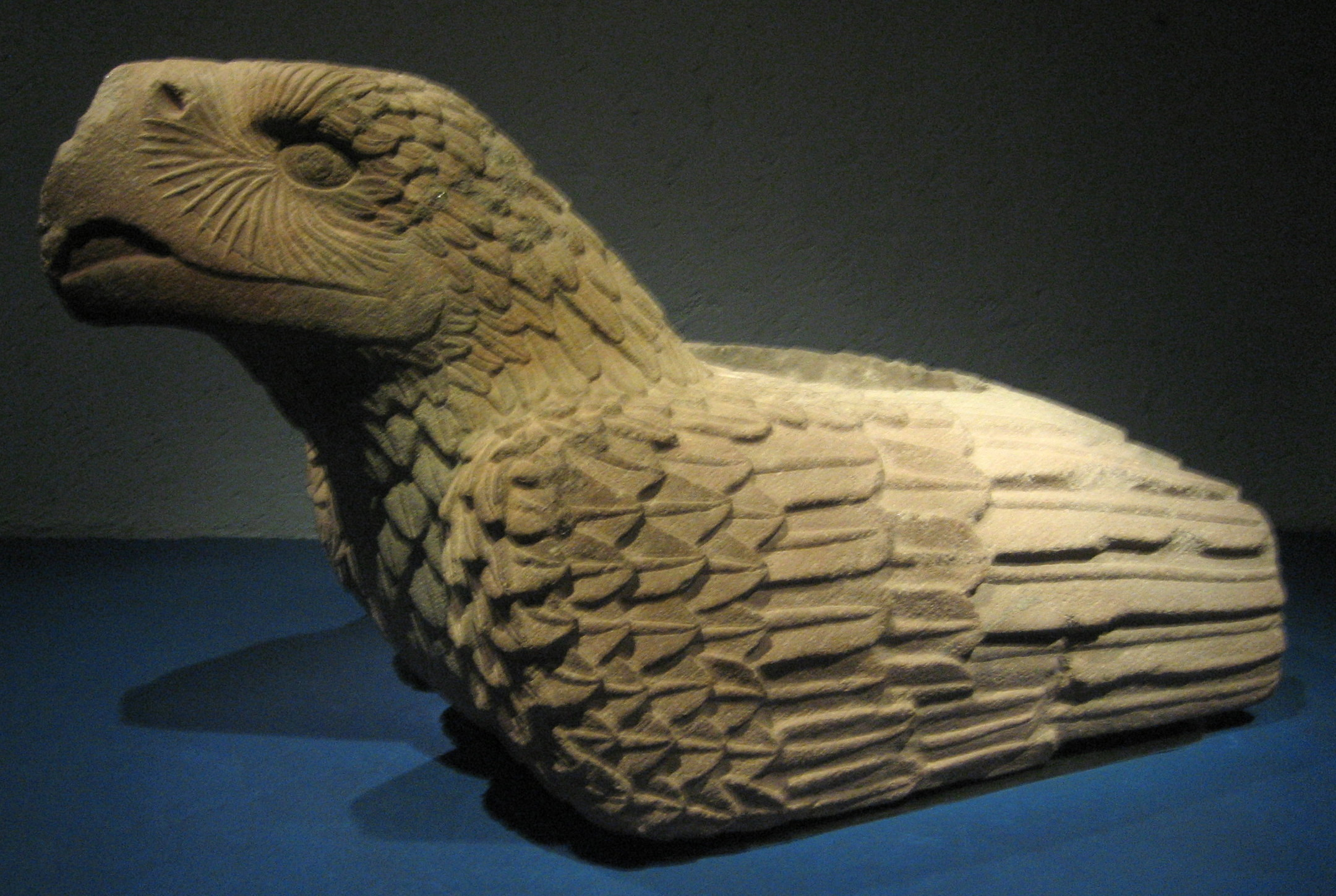
Czara orła

Cuauhxicalli – (czara orła), rytualne naczynie azteckie na krew i serca ofiar.
Były wykonywane z kamienia, od małych czar do dużych naczyń np. w kształcie jaguara, zdobione rzeźbionymi wizerunkami słońca, istot mitycznych i ornamentami.